# 조아나 프레이스
조아나 프라이스(Joana Preiss, 1972년 5월 22일 ~ )는 프랑스의 배우, 영화 감독, 가수이다.
두 개의 음악 듀오를 결성했는데, 우아이트 타이나(White Tahina), 그리고 프리드리히 횔덜린의 시를 노래하는 이로유키(Hiroyuki)가 있다.

## 작품 목록

### 영화 출연
- 내 어머니 (2004)
- 클린 (2004)
- 사랑해, 파리 (2006)
- 보딩 게이트 (2007)
- 비밀일기 (2008)
- 배드 걸 (2012)
- Sibérie (2012)
- 로우 (2016)

### 영화 연출
- Sibérie (2012)